# Настрьонд

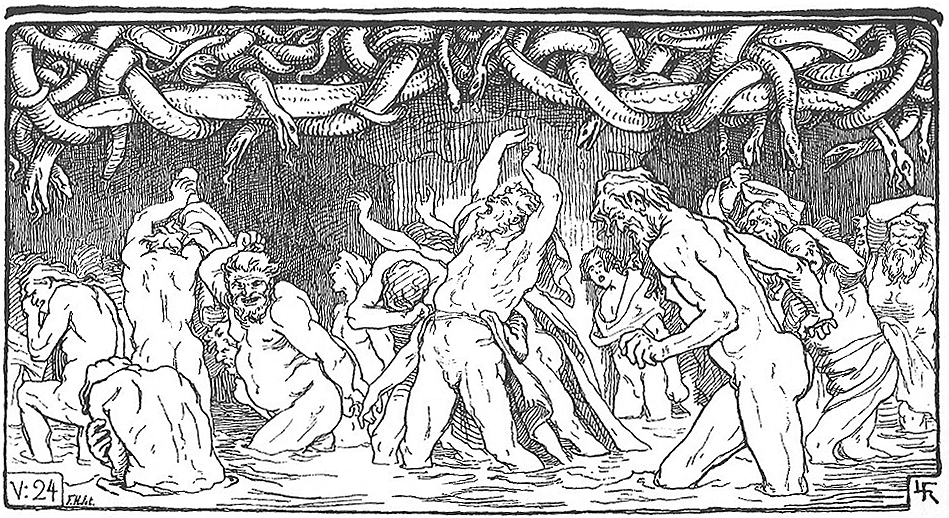
Настрьонд (автор Frølich)

Настрьонд (сканд. Nástrǫnd — «берег мертвих») — місце в Гельгеймі, де змій Нідгьогг гризе трупи померлих. Після смерті сюди потрапляли клятвопорушники, підлі вбивці, та ті, хто спокушав чужих жінок; саме ці злочини скандинави вважали найбільшими.

## Орфографія
У стандартизованій давньоскандинавській орфографії назва пишеться Nástrǫnd, але буква «ǫ» часто замінюються сучасною ісландською ö з причин спрощення технічної доцільності.

## Старша Едда
У «Пророкуванні Вельви» вказано:
| Sal sá hón standa sólo fiarri, Nástrǫndu á, norðr horfa dyrr. Fello eitrdropar inn um lióra. Sá er undinn salr orma hryggiom. Sá hón þar vaða þunga strauma menn meinsvara ok morðvarga ok þannz annars glepr eyrarúno. Þar saug Níðhǫggr nái framgengna, sleit vargr vera. Vitoð ér enn, eða hvat? | Дім вона зріла, далеко від сонця стоïть у Настронді, на північ дверима. Отрута стікає крізь димохід, критий той дім плетивом змій. Там вона бачила: струмінь тугий вбрід переходили клятвопорушники, підлі убивці та перелюбники. Там смокче кров Нідхьогг із мерців, людей хижо рве. Чи знаю достатньо? — переклад В. Кривоноса |

## Молодша Едда
У Молодшій Едді, написаній Сноррі Стурлусоном, вказано на Настрьом у множині — Nástrandir («береги мертвих»):
На Берегах Мертвих є палац величезний і жахливий, дверима на північ. Він весь слплетений із змій, як тин. Зміїні голови дивляться всередину храму і бризкають отрутою, через що по ньому течуть отруйні річки. Ті річки переходять вбрід клятвопорушники і лиходії-вбивці. Далі Сноррі цитує строфи з «Пророкування вельви», які наведено вище.
Барбара Ханна описує Настрьонд так:
«Духи тих, хто вів неправедне життя на землі, спочатку потрапляли в Настрьонд, берег трупів, де вони пробиралися крізь крижані потоки отрути через печеру, утворену переплетеними зміями, чиї страхітливі голови завжди були повернені до них. Після страждань в цьому страшному місці їх змивало в киплячий казан Гвергельмір і змій Нідгьогг на мить припиняв гризти коріння Іггдрасіллю, щоб пожирати їх кістки».